# Front-end engineering design
Front-end engineering design (FEED), ook wel omschreven als pre-project planning (PPP), front-end loading (FEL), feasibility analysis, conceptual planning, programming/schematic design en early project planning, is een manier om in concept-fase projecten binnen de industrie te beschrijven, industrie zoals upstream, petrochemische industrie, aardgaswinning en farmacie. Binnen deze aanpak is het streven om voldoende strategische informatie te verzamelen teneinde een goede risicoanalyse mogelijk te maken; de verantwoordelijke kan dan meer gerichte beslissingen nemen met als doel met zo min mogelijk middelen de kans op een succesvolle productie zo groot mogelijk te maken.
Front-end engineering design houdt in dat er in een vroeg stadium van een project (lees: de voorzijde/front end van een project) al een - weinig verfijnd - planning en ontwerp gemaakt wordt, daar waar er nog relatief veel veranderd kan worden in het ontwerp zonder dat daaraan direct grote kosten verbonden zijn. Dergelijke aanpak is typisch voor industrie met kapitaalintensieve projecten met een lange lifecycle (doorlooptijd, levenscyclus), denk daarbij aan investeringen van miljarden of honderd miljoenen gedurende een aantal jaren voordat er maar sprake is van enige winst. Ondanks dat de aanpak relatief gezien duurder is en er meer tijd mee gemoeid is, staan deze meerkosten in geen verhouding tot de kosten die gemaakt moeten worden bij significante veranderingen in het ontwerp in een laat stadium van betreffende project.
Het kenmerkt zich ook door peilmomenten, waarbij de voortgang/stadium van het ontwerp binnen een project eerst aan vooraf vastgestelde criteria dient te voldoen willen de betrokkenen starten met de daaropvolgende fase, inclusief de financiering daarvan.
Een afgerond FEED-project krijgt doorgaans een vervolg, een project met een meer gedetailleerd ontwerp als doel, bedoeld voor uitvoering door de aannemer(s).

## FEED-fasen
Het is een goed gebruik om FEED in drie fasen te opdelen: FEED-1, FEED-2, en FEED-3. Voor iedere fase zijn de verwachtingen hieronder beschreven:
| FEED-1                                                   | FEED-2 | FEED-3 |
| -------------------------------------------------------- | --- | --- |
| - Materialenstaat - Energiehuishouding - Projectplanning | - Voorlopige ontwerp van materieel - Voorlopige constructieve opzet - Voorlopige planning - Voorlopige begroting | - Gespecificeerde opgave van benodigde materieel - Definitieve begroting - Definitieve planning / bestek (bouwkunde) - Voorlopige 3D-model - Lijst van benodigd elektrisch materieel - Line list |